# Diócesis de Santíssima Conceição do Araguaia
La diócesis de Santíssima Conceição do Araguaia (en latín: Dioecesis Sanctissimae Conceptionis de Araguaya y en portugués: Diocese de Santíssima Conceição do Araguaia) es una circunscripción eclesiástica latina de la Iglesia católica en Brasil, sufragánea de la arquidiócesis de Belém do Pará. La diócesis tiene al obispo Dominique Marie Jean Denis You como su ordinario desde el 8 de febrero de 2006. 

## Territorio y organización
La diócesis tiene 52 000 km² y extiende su jurisdicción sobre los fieles católicos de rito latino residentes en 13 municipios del estado del Pará: Conceição do Araguaia, Bannach, Cumaru do Norte, Floresta do Araguaia, Pau d'Arco, Piçarra, Redenção, Rio Maria, Santa Maria das Barreiras, Santana do Araguaia, São Geraldo do Araguaia, Sapucaia y Xinguara.
La sede de la diócesis se encuentra en la ciudad de Conceição do Araguaia, en donde se halla la Catedral de la Inmaculada Concepción.
En 2020 en la diócesis existían 10 parroquias.

## Historia
La primera prelatura territorial de Santíssima Conceição do Araguaia fue erigida el 18 de julio de 1911, obteniendo el territorio de la arquidiócesis de Belém do Pará. La sede del prelado era la ciudad de Conceição do Araguaia.
El 20 de diciembre de 1969 la prelatura se trasladó a Marabá y la prelatura territorial tomó el nombre de prelatura territorial de Marabá, que en 1979 fue erigida en diócesis con el nombre de diócesis de Marabá.
El 27 de marzo de 1976, con la bula Haud sane del papa Pablo VI, se erigió una nueva prelatura territorial de Santíssima Conceição do Araguaia, obteniendo el territorio de las prelaturas territoriales de Cristalândia (hoy diócesis de Cristalândia) y Marabá. 

El 16 de octubre de 1979 la prelatura territorial fue elevada a diócesis con la bula Cum praelaturae del papa Juan Pablo II.

## Estadísticas
De acuerdo al Anuario Pontificio 2021 la diócesis tenía a fines de 2020 un total de 258 000 fieles bautizados.
| Año                                                                             | Población            | Población | Población      | Sacerdotes | Sacerdotes    | Sacerdotes    | Bautizados por sacerdote | Diáconos permanentes | Religiosos | Religiosos | Parroquias |
| Año                                                                             | Bautizados católicos | Total     | % de católicos | Total      | Clero secular | Clero regular | Bautizados por sacerdote | Diáconos permanentes | Varones    | Mujeres    | Parroquias |
| ------------------------------------------------------------------------------- | -------------------- | --------- | -------------- | ---------- | ------------- | ------------- | ------------------------ | -------------------- | ---------- | ---------- | ---------- |
| 1980                                                                            | 75 000               | 94 700    | 79.2           | 8          | 4             | 4             | 9375                     |                      | 9          | 9          | 9          |
| 1990                                                                            | 280 000              | 335 000   | 83.6           | 12         | 9             | 3             | 23 333                   |                      | 6          | 16         | 11         |
| 1999                                                                            | 253 000              | 354 000   | 71.5           | 11         | 6             | 5             | 23 000                   |                      | 9          | 21         | 9          |
| 2000                                                                            | 256 000              | 358 000   | 71.5           | 13         | 8             | 5             | 19 692                   |                      | 8          | 20         | 9          |
| 2001                                                                            | 250 000              | 300 000   | 83.3           | 13         | 9             | 4             | 19 230                   |                      | 8          | 19         | 9          |
| 2002                                                                            | 250 000              | 300 000   | 83.3           | 14         | 9             | 5             | 17 857                   |                      | 9          | 23         | 9          |
| 2003                                                                            | 200 000              | 270 000   | 74.1           | 16         | 10            | 6             | 12 500                   |                      | 10         | 23         | 9          |
| 2004                                                                            | 200 000              | 270 000   | 74.1           | 15         | 8             | 7             | 13 333                   |                      | 8          | 20         | 9          |
| 2014                                                                            | 235 900              | 305 500   | 77.2           | 20         | 8             | 12            | 11 795                   |                      | 16         | 29         | 10         |
| 2017                                                                            | 252 160              | 353 000   | 71.4           | 18         | 10            | 8             | 14 008                   | 1                    | 12         | 26         | 10         |
| 2020                                                                            | 258 000              | 361 200   | 71.4           | 18         | 15            | 3             | 14 333                   | 1                    | 4          | 23         | 10         |
| Fuente: Catholic-Hierarchy, que a su vez toma los datos del Anuario Pontificio. |                      |           |                |            |               |               |                          |                      |            |            |            |

## Episcopologio
- Estêvão Cardoso de Avellar, O.P. † (27 de marzo de 1976-20 de marzo de 1978 nombrado obispo de Uberlândia)
- Patrício José Hanrahan, C.SS.R. † (29 de enero de 1979-25 de mayo de 1993 falleció)
  - Sede vacante (1993-1995)
- Pedro José Conti (27 de diciembre de 1995-29 de diciembre de 2004 nombrado obispo de Macapá)
- Dominique Marie Jean Denis You, desde el 8 de febrero de 2006